# Neoga (Illinois)
Neoga es una ciudad ubicada en el condado de Cumberland en el estado estadounidense de Illinois. En el Censo de 2010 tenía una población de 1636 habitantes y una densidad poblacional de 442,03 personas por km².

## Geografía
Neoga se encuentra ubicada en las coordenadas 39°19′19″N 88°27′0″O / 39.32194, -88.45000. Según la Oficina del Censo de los Estados Unidos, Neoga tiene una superficie total de 3.7 km², de la cual 3.7 km² corresponden a tierra firme y (0%) 0 km² es agua.

## Demografía
Según el censo de 2010, había 1636 personas residiendo en Neoga. La densidad de población era de 442,03 hab./km². De los 1636 habitantes, Neoga estaba compuesto por el 98.04% blancos, el 0.67% eran afroamericanos, el 0.12% eran amerindios, el 0.24% eran asiáticos, el 0% eran isleños del Pacífico, el 0.12% eran de otras razas y el 0.79% pertenecían a dos o más razas. Del total de la población el 0.79% eran hispanos o latinos de cualquier raza.